# Hechingen
Hechingen je město v německém zemském okrese Zollernalb v Bádensku-Württembersku. Nachází se asi 60 km jižně od Stuttgartu. Nad ním se vypíná vysoký kopec s hradem Hohenzollern.
První zmínka o městě je z roku 786 v listině kláštera v St. Gallen. Město bylo původním domovem dynastie Hohenzollernů. Žila zde taktéž silná židovská komunita, která byla během druhé světové války deportována do koncentračních táborů, kde byla téměř vyhlazena.

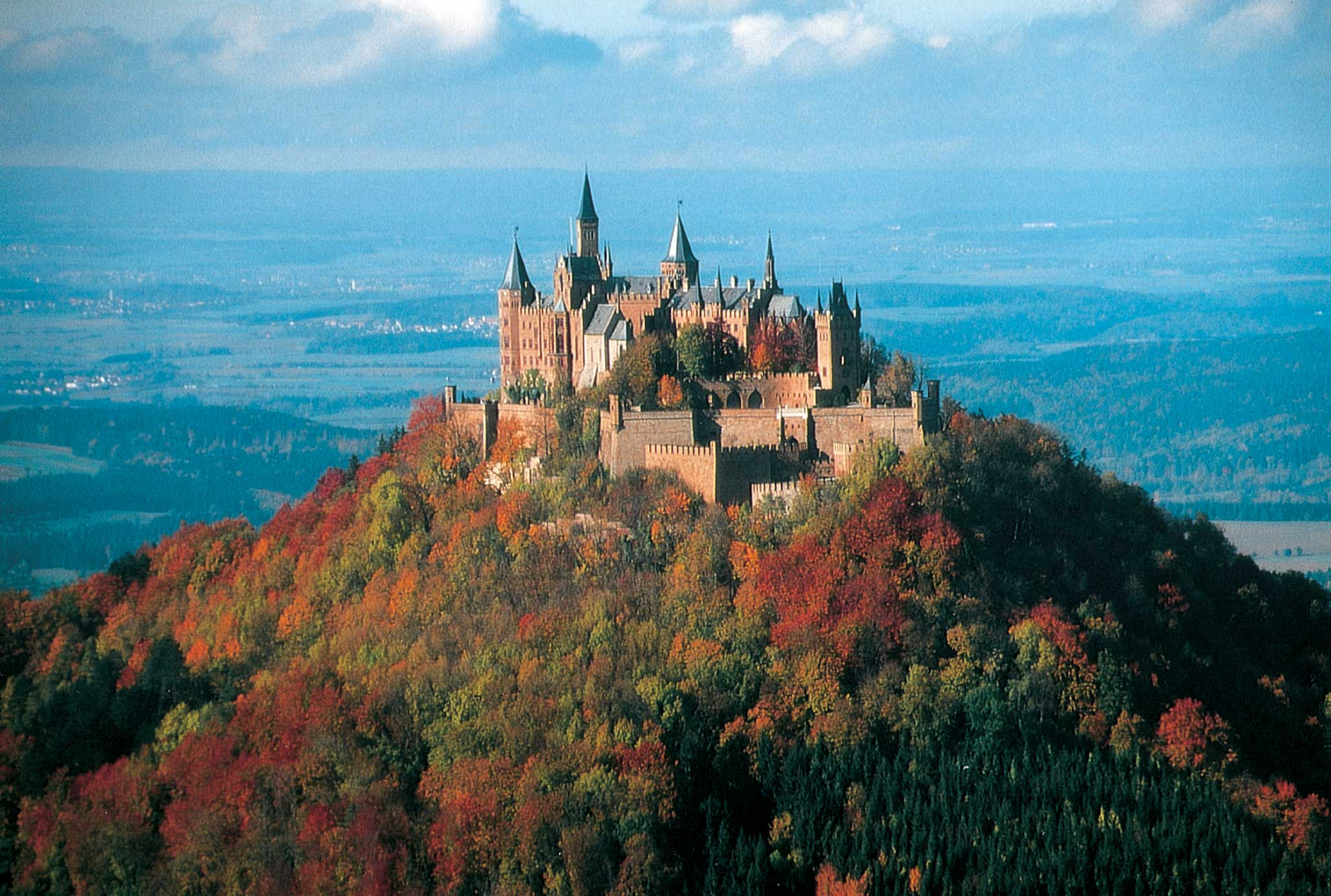
Hrad Hohenzollern

## Partnerská města
- Hódmezővásárhely, Maďarsko, 1994
- Joué-lès-Tours, Francie, 1973
- Limbach-Oberfrohna, Sasko, Německo, 1990